# 神田青果市場

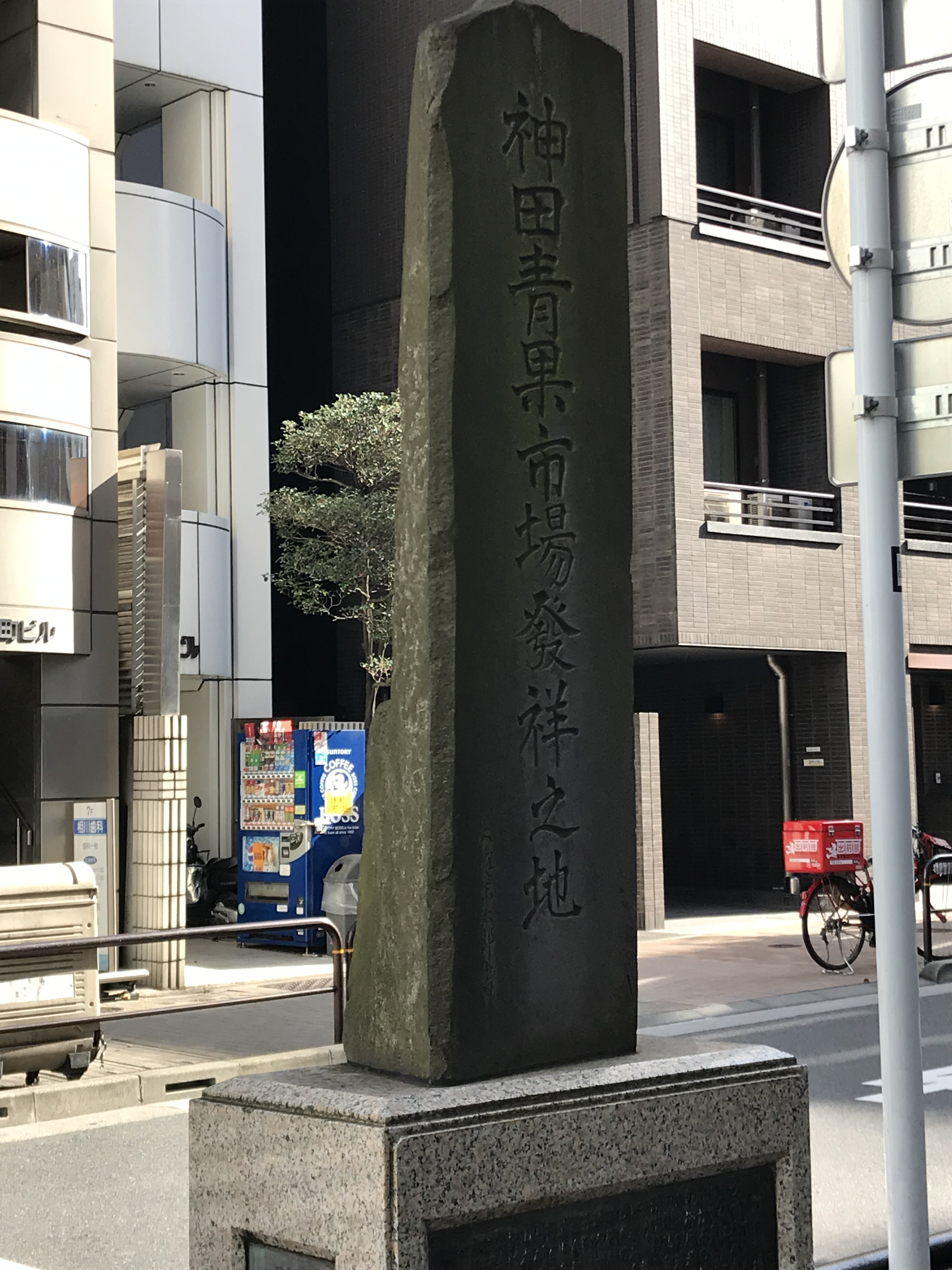
神田青果市場発祥の碑

神田青果市場（かんだせいかいちば）は、かつて東京府東京市神田区須田町（現・東京都千代田区神田須田町）に存在した青物市場。江戸時代から昭和時代初期にかけて270年間存続したが、1928年（昭和3年）に現在の秋葉原UDXがある場所へと移転した。

## 沿革

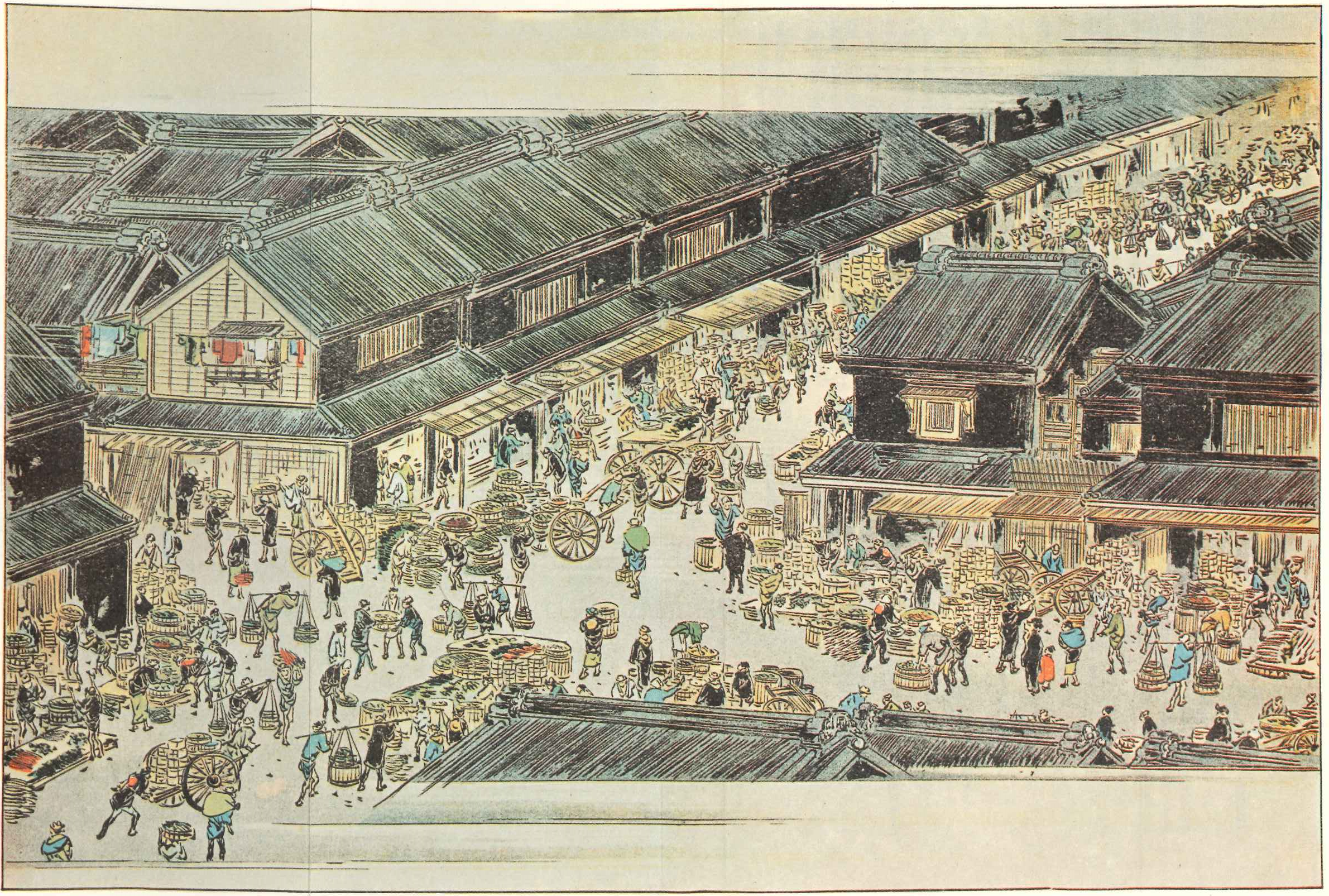
神田市場

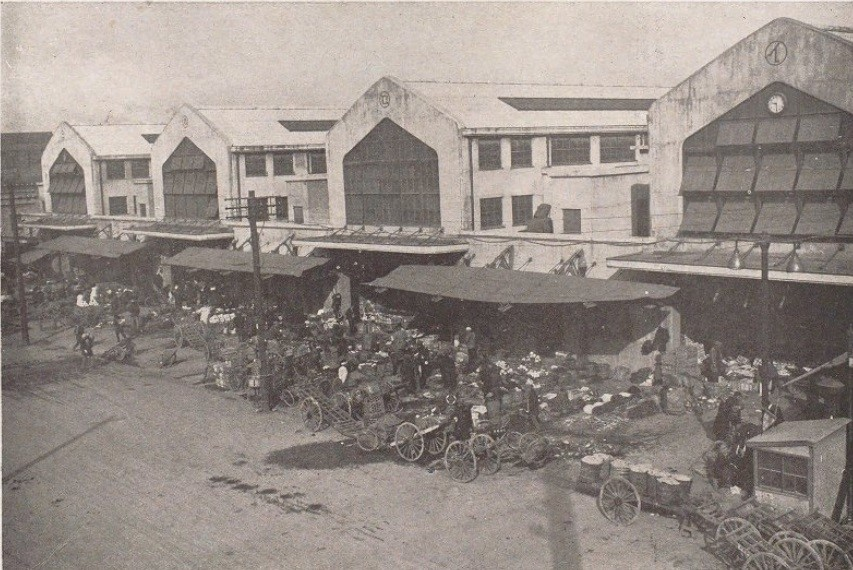
秋葉原に移転した頃の神田市場。昭和初期

神田の青物市場は慶長年間（1596年 - 1615年）に、鎌倉河岸の北側の湿地を埋め立て、市街地をつくり「菜市」を開いたことに始まる。多町、須田町付近は交通の中心地で、しかも八ツ小路などの広場や空地があり、当時の神田川、平川など運河を利用した集荷の条件も備わっていた。
秋葉原移転前の神田青物市場は、多町を中心にあった。多町は江戸古町の一つで、神田には22の古町があり、多町はその三番目の町であった。もともとは「田町」の表記で、この辺りは低湿地帯だったため、田を埋めてできた町と考えられる。慶長年間、田町一丁目（現在の多町二丁目）に江戸が成立した頃からの草創名主である河津五郎大夫が青物（野菜）市場を開いたのが始まりであった。1657年の明暦の大火後に、分散していた各所の青物市場が集約されて大きく発展し、江戸幕府の御用市場となった。特に、他の市場とは違い触元を申付けられ、触元の承諾なしに他の市場は初物の売り買いができなかった。100年後の宝暦6年（1756年）には青物・果物問屋が152軒を数え、江戸期を通して最大規模に膨れ上がった。明治以降も市場はさらに発展し、明治34年（1901年）には青物・果物問屋240軒、乾物店37軒、荒物問屋23件、荷車屋47軒、食い物屋12軒を数えた。関東大震災後、帝都復興事業の一環として、昭和3年（1928年）に貨物駅のある秋葉原に移転した。

## 歴史
- 1657年（明暦3年）旧暦3月2日～4日 - 明暦の大火後に分散していた各所の青物市場が集められ、大きく発展した[5]。
- 1714年（正徳4年）2月 - 青物役所（神田多町二ノ三・区立神田小学校前）が設けられ、江戸城で消費する野菜の上納を命じられるようになる[6]。
- 1923年（大正12年）9月1日 - 関東大震災で壊滅。
- 1927年（昭和2年）6月5日 - 中央卸売市場法の発布に伴い、中央卸売市場建設計画の一部として本神田青果市場を神田山本町（秋葉原駅北西部）で起工する[7]。
- 1928年（昭和3年）
  - 11月30日 - 竣工[7]。
  - 12月8日  - 業務を開始[7]。
- 1957年（昭和32年） - 淡路町に「神田青果市場発祥の地」の記念碑が作られる[8]。
- 1990年（平成2年） - 青果市場は大田区に移転し、跡地は長らく空き地（運動場などとして使用）となっていたが、2003年より秋葉原クロスフィールドの再開発地となった[9]。